# Nhan Khoái
Nhan Khoái (tiếng Trung: 顏噲; bính âm: Yan Kuai), tự Tử Thanh (子聲), thường dịch nhầm thành Nhạc Khái, người nước Lỗ thời Xuân thu, là một thất thập nhị hiền của Nho giáo.

## Cuộc đời
Cuộc đời của Nhan Khoái không được ghi chép lại. Năm 72, thời Hán Minh Đế, Nhan Khoái được phối thờ trong Khổng miếu.